# Cispi Leu
Cispi Leu (en llatí Cispius Laevus) va ser un militar romà. Era amic i va ser legat de Luci Munaci Planc, cònsol l'any 42 aC.
Era el portador de les cartes altament confidencials que Munaci Planc enviava a Ciceró quan era prefecte de la Gàl·lia Transalpina, l'any 44 aC, moment en què Ciceró era a Roma. Titus Livi diu que el nom de Laevus era originàriament d'origen lígur.
Podria ser la mateixa persona que Luci Cispi, almirall de Juli Cèsar a la guerra d'Àfrica.